# Calfatage

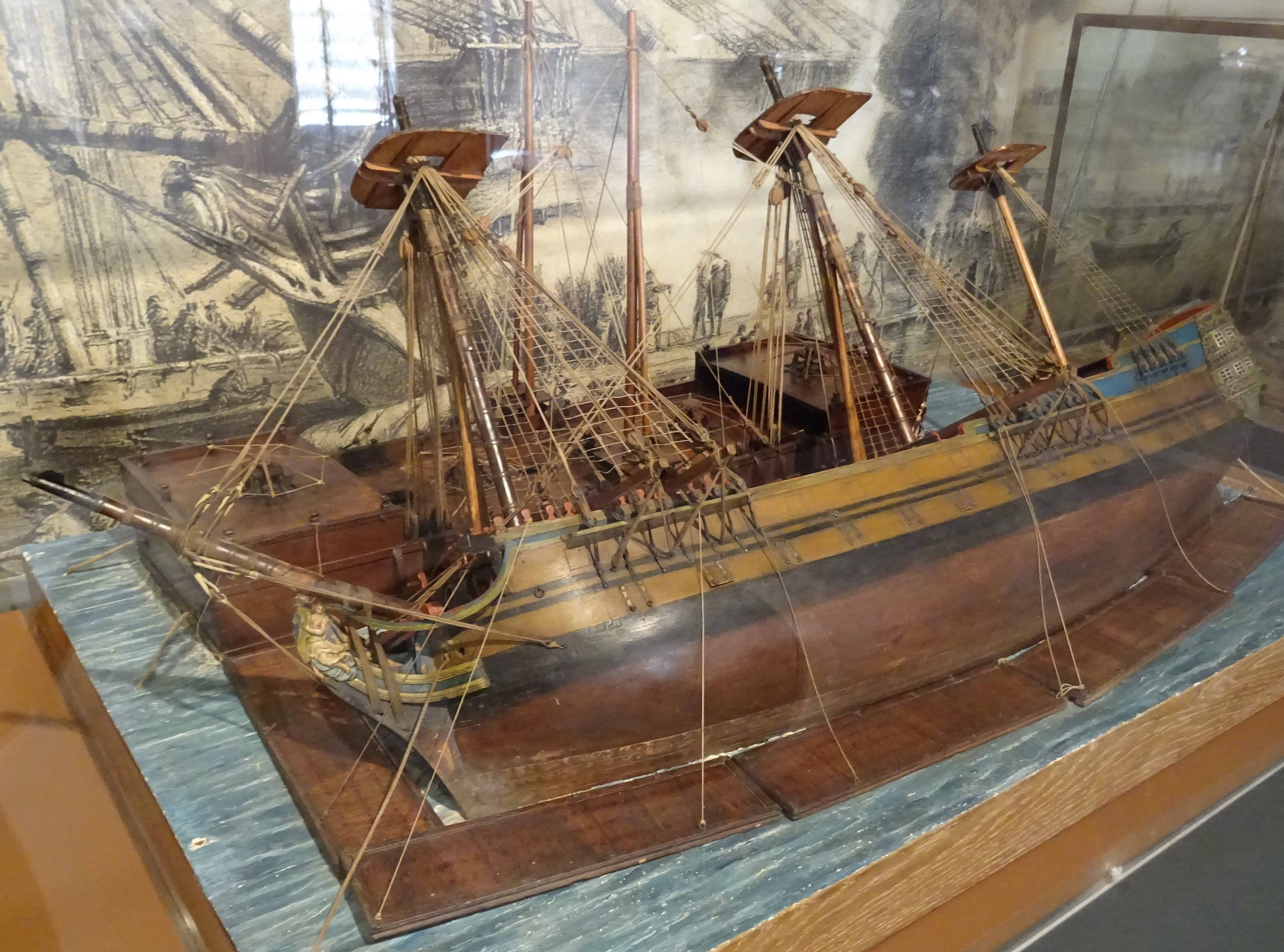
Calfatage d'un navire abattu en carène au XVIIIe siècle dans le port de Brest (Musée de la Marine de Brest).

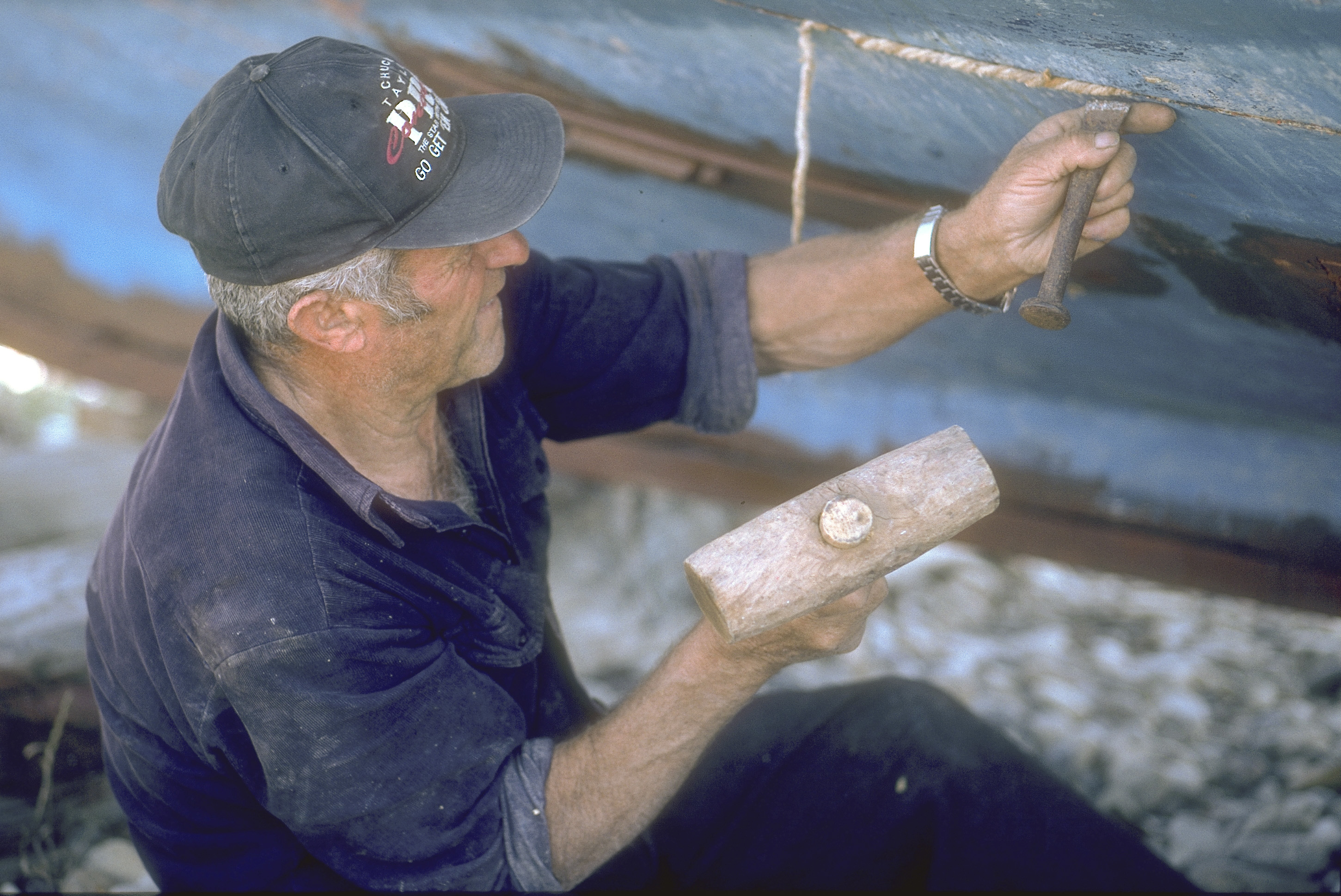
Un pêcheur grec calfate son bateau.

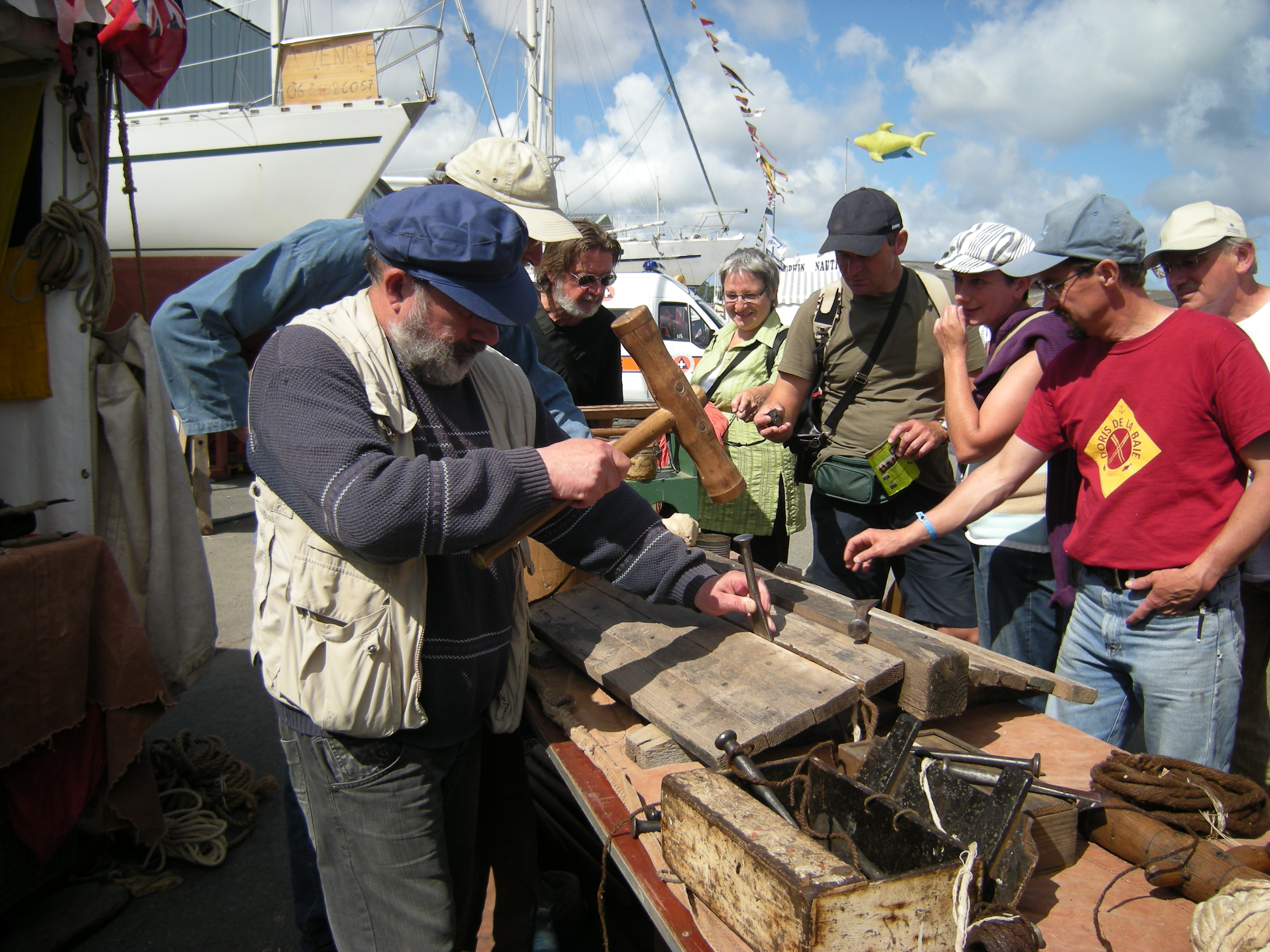
Démonstration de calfatage lors du Festival du chant de marin de Paimpol 2009.

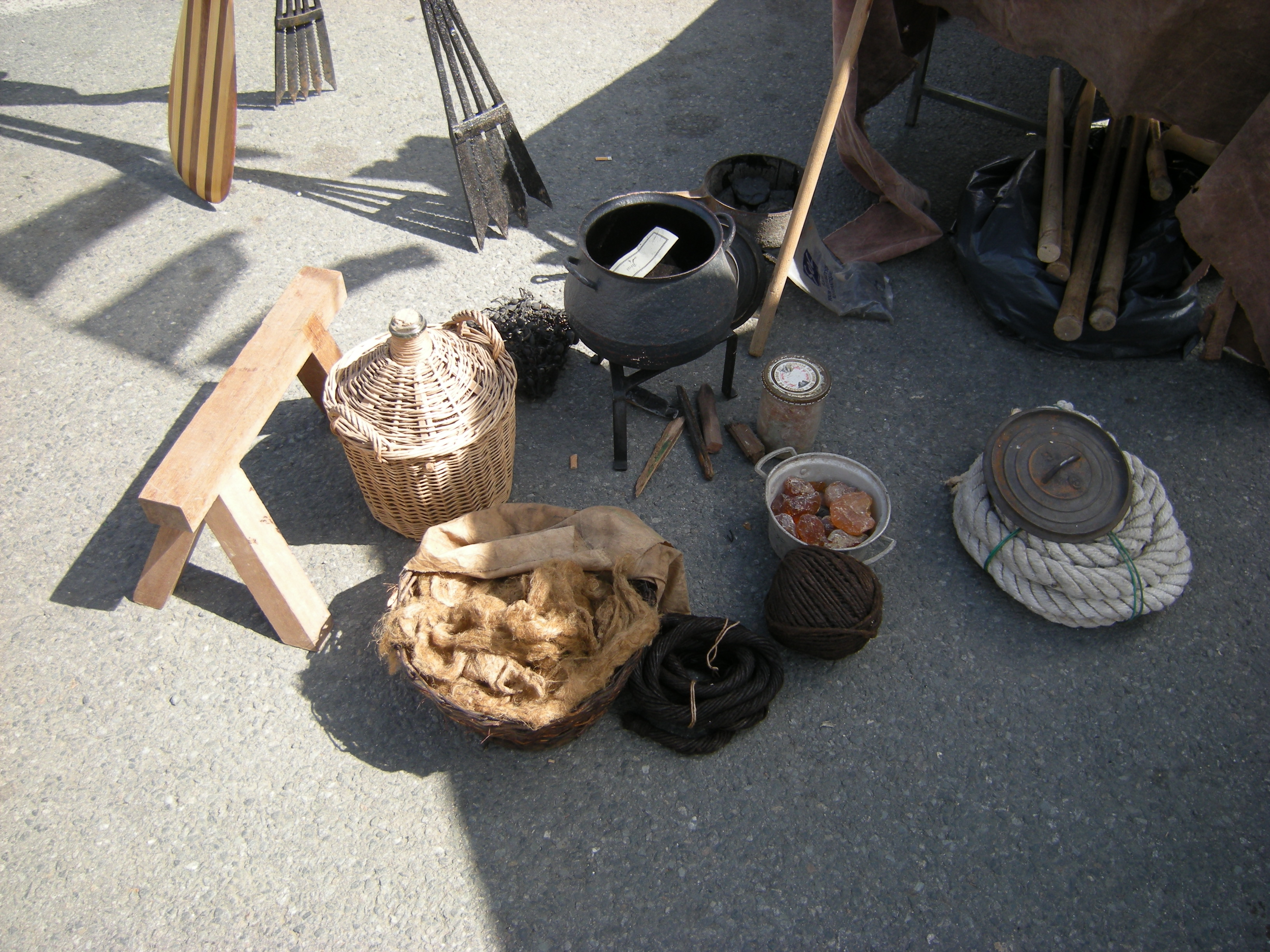
Outils et matériel, dont colophane.

Le calfatage est l'action qui consiste à remplir à force les espaces entre les planches constituant le revêtement extérieur de la coque (bordage) et du pont d'un bateau dans le cas d'une construction à franc bord. Sa première fonction est de bloquer les bordés entre eux de façon à permettre à la coque de résister aux efforts de cisaillement.
Ceci se faisait traditionnellement à l'aide de filasse (ou étoupe) appliquée en force, par boucles successives, par le calfat, en frappant avec un maillet sur des outils spécifiques (ciseau, fer à calfat, etc.), filasse en général protégée ensuite par un enduit fait de brai bitumineux ou de goudron, parfois de mastic de vitrier, lui-même protégé par un entoilage sous un doublage de cuivre. Ce travail était long et pénible mais l'étanchéité de la coque en dépendait. Le bordé, malmené par les mouvements de la mer et les contraintes du gréement, avait en effet tendance à « jouer » et à laisser passer de l'eau.
Le calfatage était répété lors des opérations de rénovation de la coque. La coque doit être en bon état pour supporter les pressions exercées par le cordon de chanvre ou de coton.
Les coques en bois construites à clins, assemblées à tenon et mortaise, à double bordé, longitudinal ou croisé, dont les bordés sont assemblés entre eux, ne sont donc jamais calfatées, le gonflement du bois à l'humidité étant suffisant pour assurer l'étanchéité. Il en est d'ailleurs de même pour les embarcations, même à franc bord, qui ne supportent que des contraintes légères (sans gréement, peu chargées, utilisées en eaux abritées). Les bateaux actuels sont construits dans des matériaux constituant des voiles continus et ne nécessitent donc plus de calfatage.